# Remellay Gusztáv
Remellay Gusztáv (Pest, 1819. január 5. – Pest, 1866. március 31.) magyar író, újságíró.

## Életpályája
Egerben tanult jogot, majd 1840-ben ügyvédi vizsgát tett. Az 1848–49-es forradalom és szabadságharc alatt előbb tolmács volt a belügyminisztériumban, majd ezredes-hadbíró Görgey seregénél. A szabadságharc bukása után 15 évi várfogságra ítélték. 6 éven át Kufsteinben raboskodott. 1856-ban kapott kegyelmet. Ezt követően a Magyar Sajtó és a Magyar Néplap munkatársa, majd az Első Magyar Biztosító Társulat tisztviselője volt. 1865-ben szerkesztette a gyermekirodalmat népszerűsítő Ifjúság Lapja című gyermeklapot. Főleg történelmi tárgyú írásokat publikált.

## Főbb művei
- Hunyady János (regény, Pest, 1857);
- A huszár és a kedvese (regény, Pest, 1858);
- Kereszt és félhold (regényes korrajzok a török világból, Pest, 1862);
- Szent László király (elbeszélés, Pest, 1862).

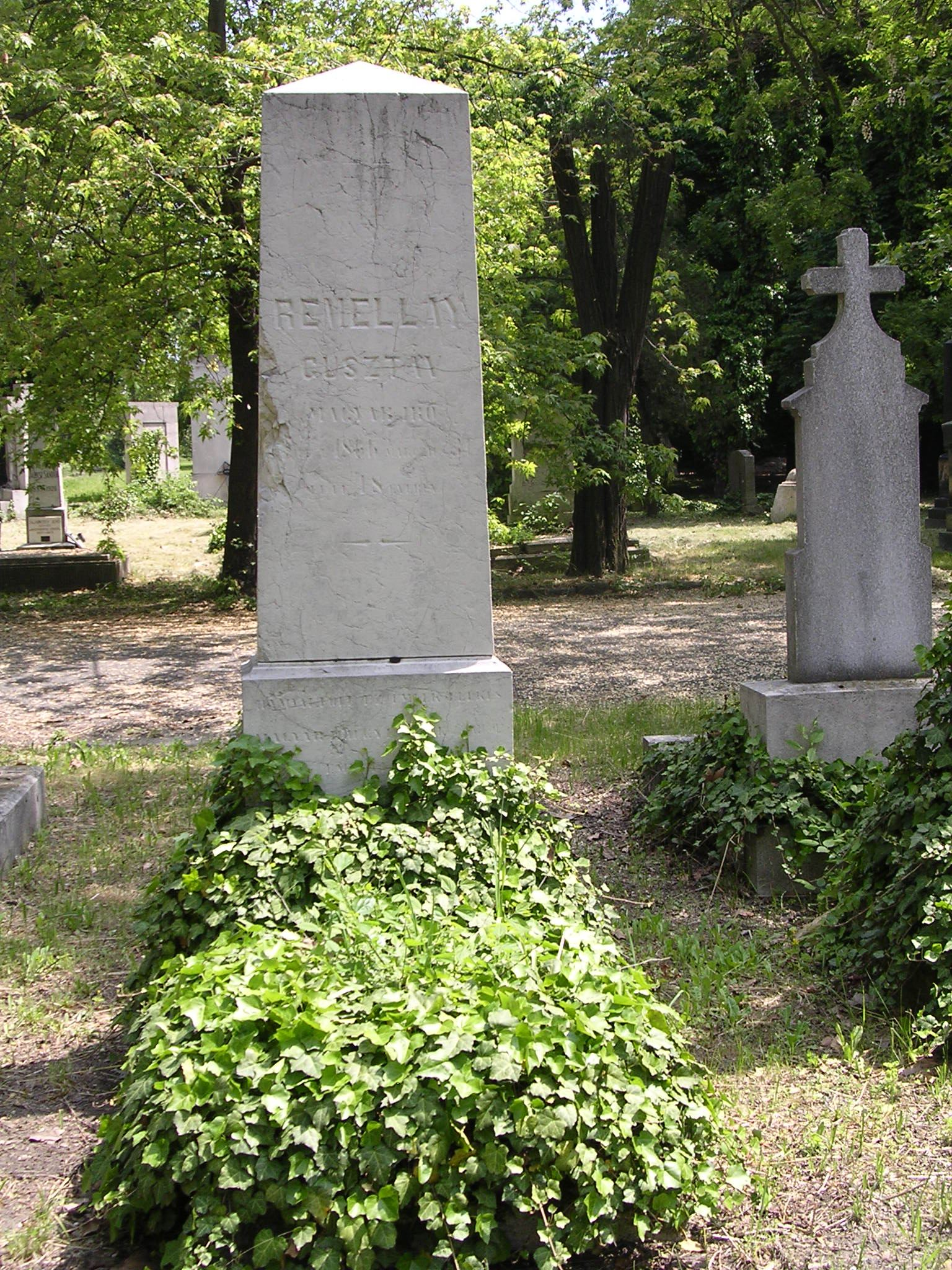
Sírja a Fiumei úti sírkertben (29/1-2-6.)

## További információ
- Szinnyei József: Magyar írók élete és munkái XI. (Popeszku–Rybay). Budapest: Hornyánszky. 1906.   754−755. o.